# Gulina
Gulina (Gulia en euskera) es una localidad y concejo español situado en la Comunidad Foral de Navarra actualmente perteneciente al municipio de Iza. Está situado en la Merindad de Pamplona, en la Cuenca de Pamplona. 

## Geografía
Limita por el norte con Aguinaga, por el sur con Sarasate, por el este con Larumbe y por el oeste con Aizcorbe. Se encuentra a una distancia de Pamplona, por la carretera N-240-A, de unos 19 km.
Por esta localidad pasa el barranco de Gulina formado de la unión del barranco Uberca, procedente de Cía, y del barranco Chaga, que proviene igualmente desde Larumbe.

## Historia

### Batalla de Gulina
Ocurrida el 18 de junio de 1834, en el contexto de la primera guerra carlista, tuvo como principales protagonistas de este enfrentamiento al general Vicente Genaro de Quesada, que había salido de Pamplona con la intención de copar a la Junta carlista, y a  Tomás de Zumalacárregui, que la tenía a buen recaudo y se dispuso a atacar a su rival, tras su victoria previa en la batalla de Alsasua.
Desde 1943 forma parte del ayuntamiento de Iza. Históricamente, dada su céntrica situación geográfica, daba nombre al valle de Gulina constituido por los pueblos de Aguinaga, Cía, Larumbe (incluidos los barrios de Larráinciz y Orayen), Sarasate y el propio Gulina (incluyendo el solar de Ijurieta).

## Geografía humana

### Demografía
| Gráfica de evolución demográfica de Gulina entre 1842 y 1940 |
| |
| Población de derecho según los censos de población del INE Población de hecho según los censos de población del INEEntre el censo de 1950 y el anterior, este municipio desaparece porque se integra en el municipio 31131 (Iza) |

Su población en 1986 era de 76 habitantes y en 2014 fue de 53 habitantes (INE).

## Arte y arquitectura

### Ermita de San Esteban.
Fue la iglesia de un antiguo desolado medieval de igual nombre, que pasó a pertenecer, posteriormente, al palacio de cabo de armería de Ijurrieta, vinculado al linaje de Eraso. Ha pervivido hasta el día de hoy en la forma de caserón dieciochesco.

### Parroquia de San Pedro.
Templo del siglo XVI, construido en estilo gótico tardío, con numerosas reformas, realizadas durante los siglos XIX y XX, que han terminado por transformar el edificio original. Presenta una planta de cruz latina, de nave con cuatro tramos desiguales. Tiene dos capillas y una sacristía adosada a la cabecera, por el lado de la Epístola.
La torre exterior se eleva sobre el primer tramo de la nave, y es de planta rectangular. El acceso se presenta con un pórtico encajado entre la escalera y del transepto, con una puerta de medio punto, abocinada y con tres arquivoltas baquetonadas.